# St. Veit am Bichl

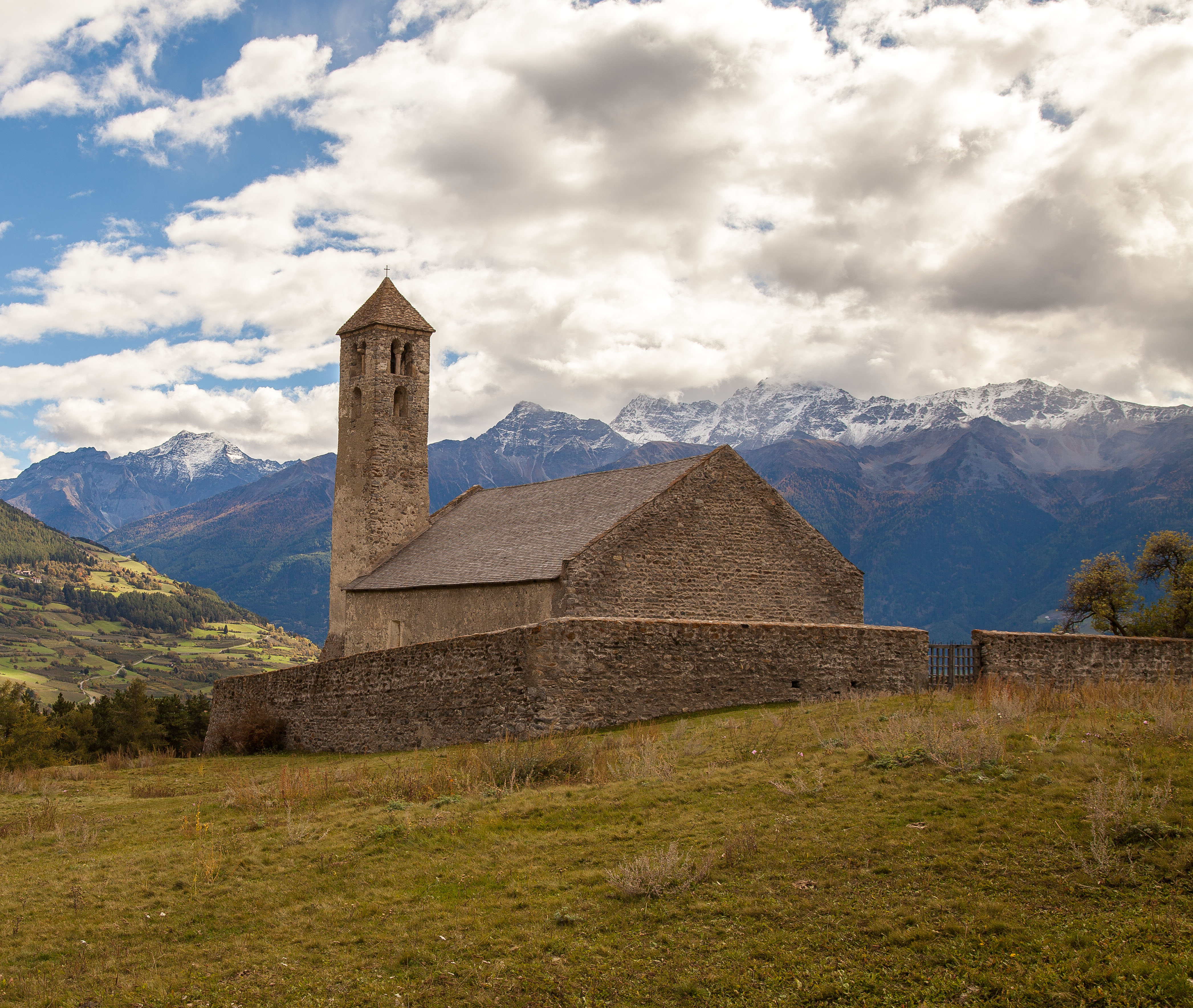
St. Veit am Bichl

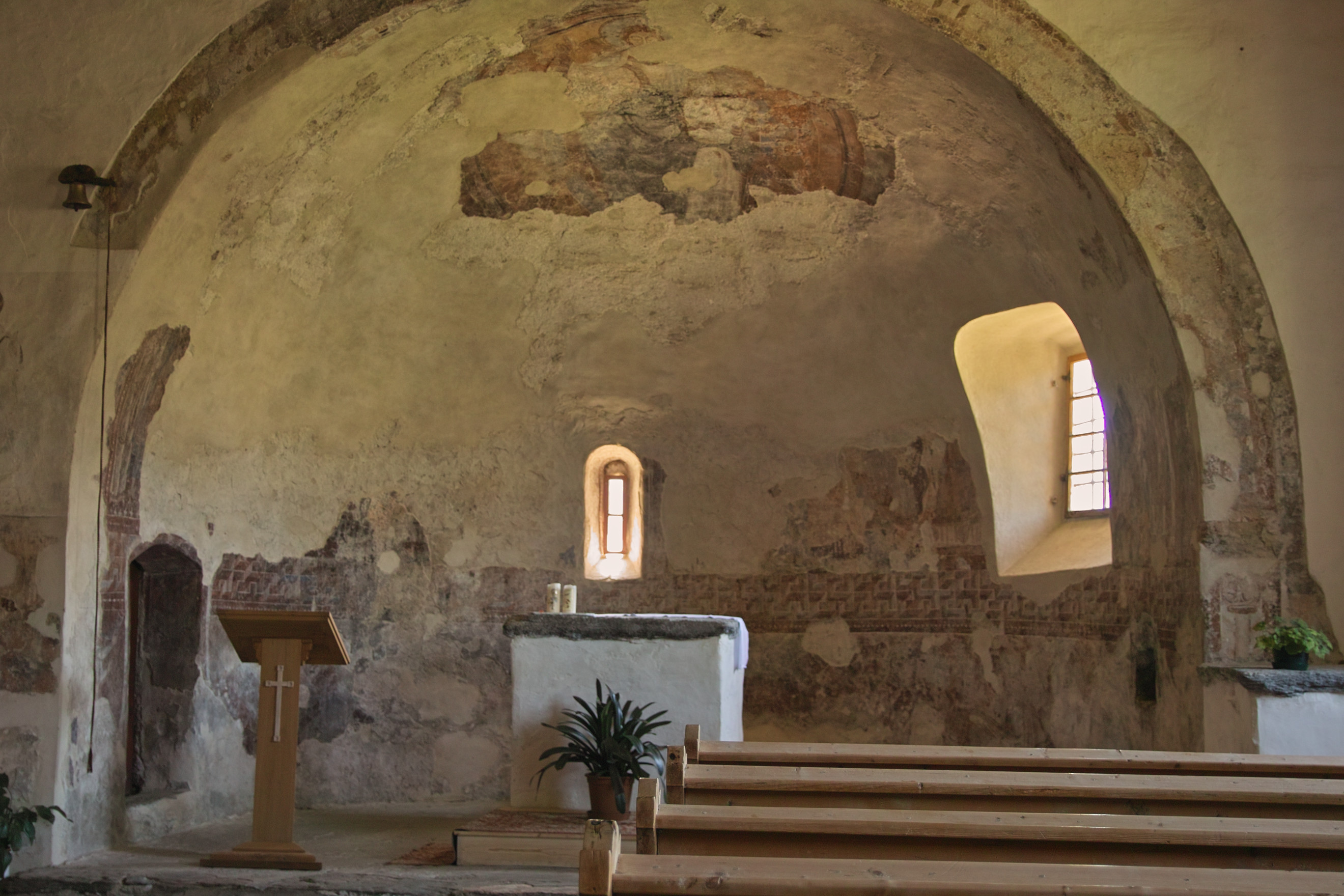
Die Apsis

St. Veit am Bichl ist ein romanisches Kirchlein beim Südtiroler Dorf Tartsch, das zur Gemeinde Mals gehört. Gelegen ist es auf dem Tartscher Bichl im oberen Vinschgau.
Auf dem Boden einer vorchristlichen Kultstätte wurde im 11. Jahrhundert eine im romanischen Stil gestaltete Kirche gebaut, die St. Veit geweiht und die äußerlich seitdem nahezu unverändert geblieben ist. Die Kirche ist von einer mächtigen, hohen Steinmauer umgeben und wird flankiert von einem hohen, schlanken romanischen Turm. Der überraschend geräumige Innenraum wird von einer Holzdecke überspannt, die am Beginn des 16. Jahrhunderts gefertigt wurde. Die an manchen Stellen heute noch sichtbaren Brandspuren stammen aus der Zeit des Engadinerkriegs 1499. An der Nordwand, von einem dort aufgestellten Barockaltar teilweise abgedeckt, befindet sich ein aus dem Jahr 1520 stammender Freskenzyklus über das Martyrium des heiligen Vitus, der in der Zeit Diokletians gelebt hat.
Kunsthistorisch bedeutend sind die fragmentarisch erhaltenen romanischen Fresken in der Apsis der Kirche aus der Zeit um 1200. Die Reste dieser Malereien – ein Mäanderfries mit Perlstabband, Christus in der Mandorla mit den Evangelistensymbolen in der Wölbung, zwei miteinander kämpfende schildbewehrte Seeungeheuer, ein bärtiger Mann, der ein Krummhorn bläst, Apostelreihe zwischen Heiligen, Volutenranke mit Kreuzblüten in der Fensterlaibung – zeigen die Qualität der Arbeit, die sie in die Nähe der ebenfalls fragmentarisch erhaltenen Fresken aus der Hand des Marienberger Meisters in der Stiftskirche der Abtei Marienberg stellt.
Im 16. Jahrhundert wurde für die Kirche ein gotischer Flügelaltar aus dem Engadin erworben, der aus der Werkstatt des Bildhauers Ivo Strigel stammte. Im Engadin breitete sich damals die Reformation aus, in deren Zug viele derartige Altäre dem Bildersturm zum Opfer fielen oder veräußert wurden. 1958 wurden die Schreinfiguren des Altars (Maria, Luzius und Florinus) aus der Kirche entwendet. Sie tauchten erst im Mai 2011 im Münchner Kunsthandel wieder auf und konnten in der Folge zurückgekauft werden.
Die Kirche und das Tor der Umfriedungsmauer sind normalerweise verschlossen. Der Schlüssel wird von einer Familie in Tartsch verwaltet, die neben der Kirche wohnt. Im Sommer wird einmal in der Woche eine Führung auf dem Tartscher Bichl angeboten.